# Simeon Boyes
Simeon Boyes (Oldham, Inglaterra, 22 de Fevereiro de 1855 - São Paulo, Brasil, 21 de abril de 1915) foi um engenheiro inglês, filho de Ann Boyes e William Boyes. Imigrou para o Brasil no final do século XIX junto com a esposa Edna Ann Boyes e seus filhos. Se estabelecendo em São Paulo, fez fortuna como empresário do ramo industrial. Está sepultado no Cemitério dos Protestantes, no bairro da Consolação.
Durante a transição do século XIX para o século XX, Boyes criou na capital paulista a tecelagem Boyes-Kirk, um complexo industrial com o intuito de produzir tecidos, que se localizava no Belenzinho e possuía, em 1909, 152 operários. No local, um enorme terreno entre a várzea do Rio Tietê e a Avenida Celso Garcia, foi construída uma vila operária para os funcionários da fábrica. Naquela época, a legislação em vigor apresentava vantagens e incentivos à implantação de indústrias e vilas operárias nas regiões suburbanas da cidade. Supõe-se que a gleba tenha sido escolhida pelo inglês por ser abastecida pela água abundante obtida por captação no Rio Tietê perante às obras recentes realizadas no final do século XIX pelo governo estadual visando suprir a necessidade da "parte baixa da cidade" no "além-Tamanduateí". Sendo assim, o empresário criou a chamada Vila Boyes aos moldes das vilas operárias inglesas, de onde era oriundo. Desse modo, o conjunto de casas foi feito preenchendo a ocupação intensiva do solo, edificações construídas junto ao alinhamento, de residências assobradadas geminadas, e alvenaria de tijolos aparentes. Na entrada da vila há três casas maiores, possivelmente destinadas à chefia da fábrica, pois além de amplitude superior possuíam acabamento de nível mais elevado. Entre 1911 e 1913, todo o complexo foi adquirido pelas Indústrias Matarazzo. Posteriormente, foram adicionadas uma fábrica de papéis e papelão e uma de termoplásticos. Na vila, também foram construídos um mercado e um ambulatório, a fim de atender às necessidades dos funcionários. 
Tendo prosperado, entre 1911 e 1912, Simeon Boyes encomendou ao arquiteto Samuel das Neves uma residência de alto padrão a ser construída na Rua Antônio Carlos, 7, no encontro da Rua Haddock Lobo, região da Avenida Paulista, onde viveu com a família junto à nobreza da vizinhança abastada da época.
Pouco se tem notícia sobre a vida de Boyes na Inglaterra, sabe-se que ele já possuía conhecimento técnico, porém não no ramo de comércio de importação antes de investir no ramo industrial paulistano. "Todos os outros grandes empresários [com exceção de técnicos que se convertem em empresários como Simeon Boyes, Felix Guisard, John Kenworthy e Nicolau Scarpa] possuíam experiência de importação. Francisco Matarazzo chegou ao Rio com um estoque de banha que esperava vender [...], seu primeiro negócio foi a importação de banha enlatada, farinha e arroz. Só em 1900, dezenove anos depois de sua chegada ao Brasil, encetou seu primeiro empreendimento industrial, um moinho de farinha."

## Legado

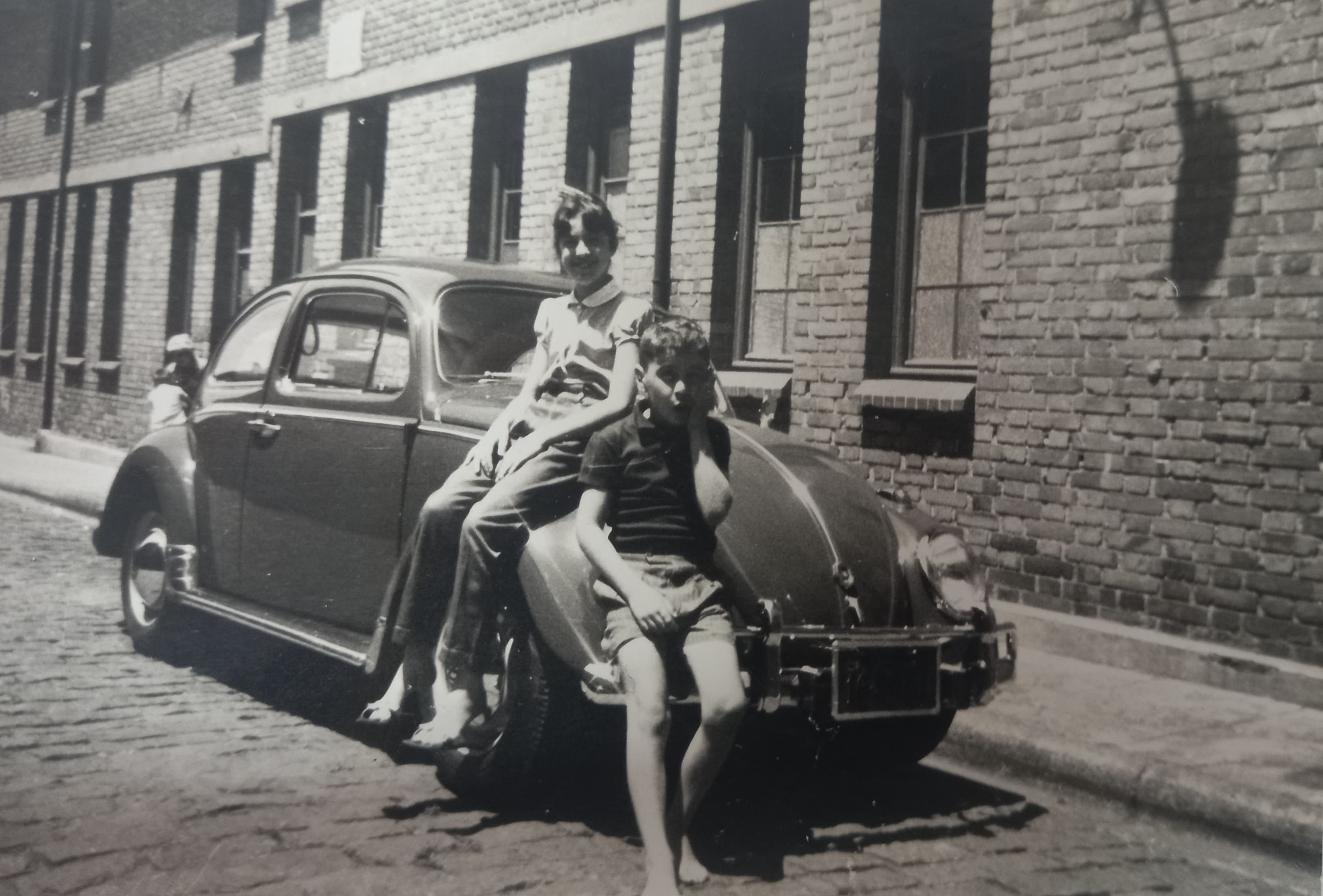
A vila durante os anos 1960, ainda com sua configuração original.

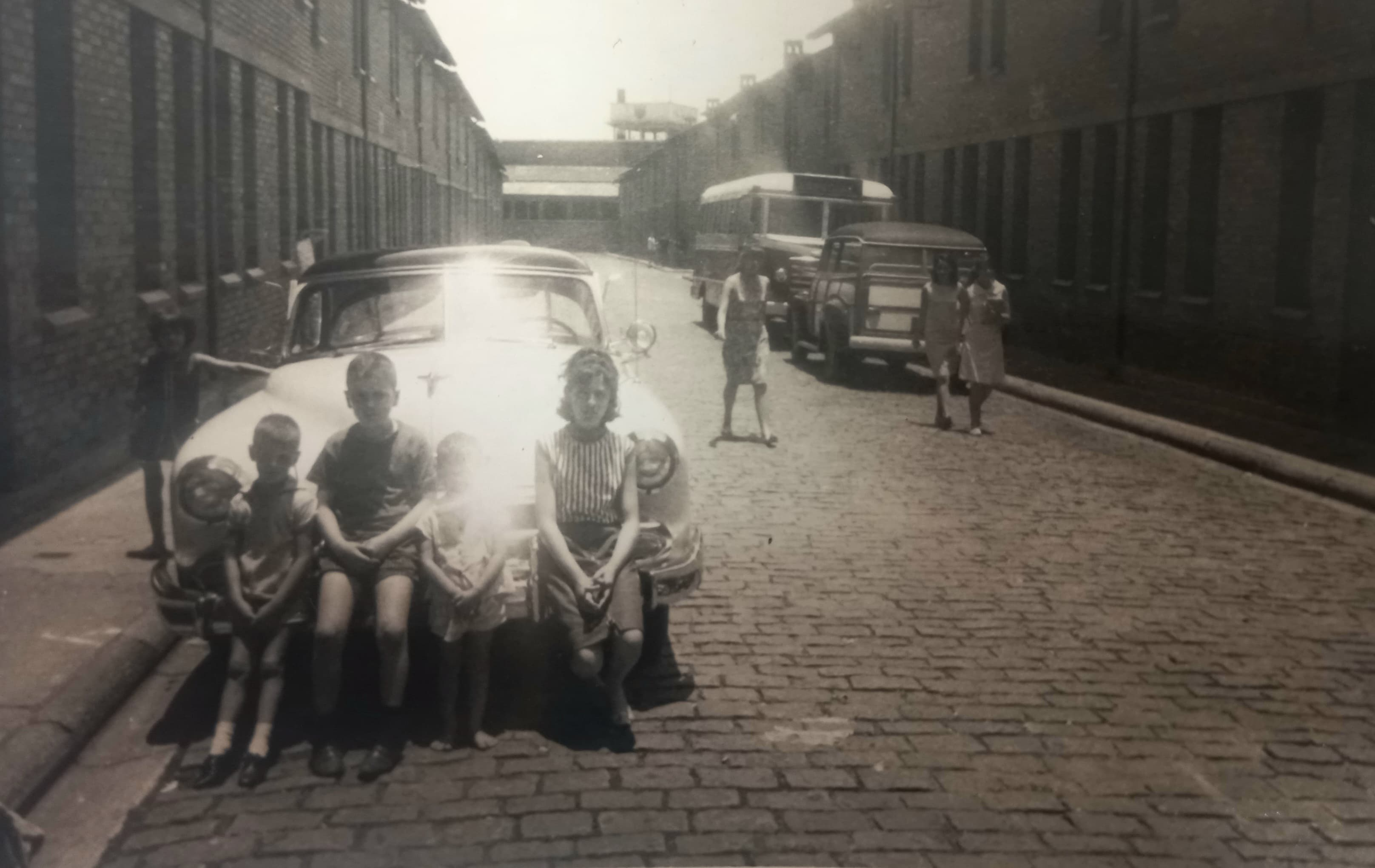
A vila retratada na "Era Matarazzo".

A Vila Boyes tornou-se um verdadeiro símbolo da época em que São Paulo passou por seu desenvolvimento industrial no início do século XX. Assim como outras muitas vilas operárias da capital, tanto o projeto arquitetônico quanto o estilo de vida em que os funcionários, grande parte imigrantes, viviam, moldaram a evolução da cidade. Em 1947, a vila no Belenzinho foi escolhida como cenário para um ensaio do renomado fotógrafo ucraniano Dmitri Kessel, designado ao Brasil pela mundialmente famosa revista estadunidense Life Magazine para cobrir a inauguração da maior estrutura de concreto do mundo, o Edifício Altino Arantes. Além de sua missão, Kessel se estendeu em retratar diversos pontos da capital paulista na época em que sua transformação vertiginosa a tornava uma grande metrópole, e a Vila Boyes figurou entre suas capturas. Durante os anos 1970, iniciou-se o processo de seu tombamento como patrimônio histórico, contudo a notícia foi mal recebida pelos moradores proprietários, que deram início à uma onda disparada de reformas para melhorias de suas residências, ainda todas idênticas conforme foram concebidas, com sala, cozinha, banheiro e quintal no pavimento inferior, e dois dormitórios no superior. Como resultado, mesmo que a vila toda tenha seguido em tombamento pelos órgãos públicos, hoje as casas apresentam-se completamente descaracterizadas. Na vila, as vias que receberam inicialmente o nome de seus idealizadores também tiveram alteração. Em 1978, a Rua Simeão (originalmente batizada em homenagem a Simeon Boyes) passou a chamar-se Rua Caruapanã, e a Rua Edna (em homenagem a Edna Ann Boyes) passou a denominar-se Rua do Curimã, como permanecem até os dias atuais. A "Era Matarazzo" permeou por décadas a fio o dia a dia local, moradores atuais ainda são parentes e descendentes dos antigos funcionários das Indústrias Matarazzo. Por tais motivos, os habitantes atuais referem-se ao lugar como "Vila Matarazzo". Apesar de o conjunto de casas ainda existir, as instalações fabris deram lugar a condomínios de edifícios residenciais.
Simeon e Edna Ann tiveram três filhos: Herbert James Singleton Boyes, Alfred Simeon Boyes e Edna Boyes. Herbert e Alfred acabaram por seguir os passos do pai e, em 1918 adquiriram a fábrica têxtil Arethusina em Piracicaba, dando início ao grupo societário "Boyes Irmãos & Cia.". A indústria, que no futuro se tornaria a "Fábrica Boyes", e que também contava com uma vila operária aos moldes da época, marcou profundamente a história piracicabana. Além disso, a sociedade dos irmãos rendeu ainda mais frutos, pois sabe-se que foram também proprietários das fábricas São Simão e São Bernardo. A sociedade "Cia. Industrial Agrícola de Tecidos Boyes" permaneceu em funcionamento até 2007. 
Tem-se conhecimento de que os irmãos Boyes estavam entre os empresários industriais presentes na negociação junto à mediação de jornalistas na sede do Estadão para atender às exigências do proletariado urbano de São Pauo na Greve Geral de 1917, como se pode conferir na matéria do periódico publicada em 16 de julho de 1917: "Os industriais abaixo assignados, reunidos em assembleia a convite da Commissão de Impresa que hontem se constituiu nesta capital, attendendo ás ponderações que a mesma commisão lhes fez em relação á urgente necessidade de se normalizar a vida na cidade, perturbada pela greve, resolvem: a) manter a concessão feita, de vinte por cento sobre os salários em geral; b) affirmar que não será dispensado do serviço nenhum operário que tenha tomado parte na presente greve; c) declarar que respeitarão absolutamente o direito de associação dos seus operários; d) effectuar o pagamento dos slarios dentro da primeira quinzena que se seguir ao mês vencido; e) concordar que acompanharão com maxima boa vontade as iniciativas que forem tomadas no sentido de melhorar as condições moraes, materiaes e economicas do operariado de São Paulo - São Paulo 14 de julho de 1917. - R. Crespi, Jorge Street, Boyes & Comp., E.P Gamba, G.H Ford, S.T Smith, pela Sâo Paulo Alpargatas Co., A. Siciliano, C. Panayotti, & Corp., Ermelino Matarazzo, pela S.A Industrias Reunidas Matarazzo, Geoge A. Craig, pela viúva Craig & Corp., [...]."